# Late Night Feelings (singolo)
Late Night Feelings è un singolo del 2019 di Mark Ronson, cantato dalla cantante svedese Lykke Li.

## Video musicale
Il video musicale è stato pubblicato il 23 aprile 2019 sul canale YouTube di Mark Ronson.